# Patrice Chéreau

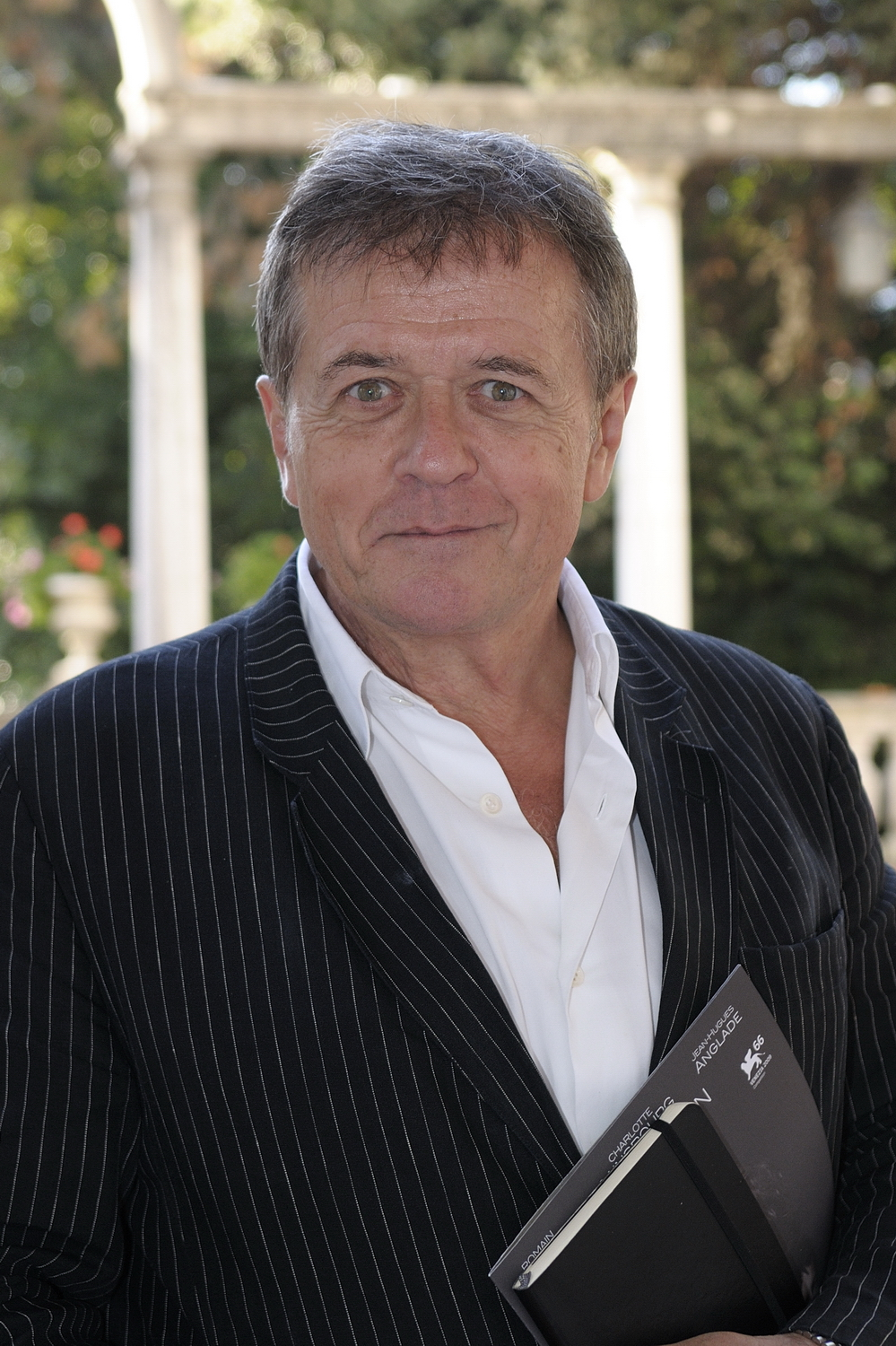
Patrice Chéreau 2009 bei den 66. Filmfestspielen von Venedig

Patrice Chéreau (* 2. November 1944 in Lézigné, Département Maine-et-Loire; † 7. Oktober 2013 in Paris) war ein französischer Film-, Theater- und Opernregisseur, Drehbuchautor und Schauspieler.

## Leben
Patrice Chéreau ging in Paris zur Schule und fiel den Pariser Kritikern bereits als Regisseur, Schauspieler und Bühnenbildner im Amateurtheater des Gymnasiums auf, so dass er schon im Alter von 15 Jahren als Theaterwunderkind gefeiert wurde. Mit 19 Jahren inszenierte er zum ersten Mal ein Stück an einem professionellen Theater.
Im Jahr 1966 baute er im Pariser Vorort Sartrouville ein so genanntes engagiertes Volkstheater auf. Dort inszenierte er u. a. das Stück Die Soldaten von Jakob Michael Reinhold Lenz. Ab 1970 bestand eine enge Zusammenarbeit mit dem Mailänder Piccolo Teatro, mit Paolo Grassi und Giorgio Strehler. In Deutschland arbeitete er zum ersten Mal 1975, als er Edward Bonds Lear inszenierte.
Ab den späten 1960er-Jahren arbeitete Chéreau ausschließlich mit dem Architekten und Maler Richard Peduzzi, der für ihn alle Bühnenbilder entwarf.
Schon früh befasste sich Chéreau auch mit dem Musiktheater, die erste Oper inszenierte er 1969. Im Jahr 1974 inszenierte er in Paris Les Contes d’Hoffmann von Jacques Offenbach (Dirigent Georges Prêtre). Legendär wurde sein Ring des Nibelungen zum 100-jährigen Bestehen der Richard-Wagner-Festspiele in Bayreuth 1976 – auch bekannt als Jahrhundertring. Der Regisseur inszenierte das Werk „aus der Perspektive der bürgerlichen Welt des ausgehenden 19. Jahrhunderts. Er analysierte Machtstreben und Herrschaftsstrukturen und die fatalen Folgen von Unwissen“ – letztere am Beispiel eines unaufgeklärten und verführbaren Siegfried. Aufsehen erregte auch seine Lulu-Interpretation der Oper von Alban Berg 1979 in Paris (Uraufführung der dreiaktigen Version von Friedrich Cerha; Dirigent Pierre Boulez). Für die Salzburger Festspiele inszenierte er 1994 Wolfgang Amadeus Mozarts Don Giovanni (Dirigent Daniel Barenboim). Die Deutsche Akademie für Sprache und Dichtung verlieh ihm für die Vermittlung deutscher Kultur im Ausland 1993 den Friedrich-Gundolf-Preis; 2003 wurde er mit dem Kythera-Preis und 2008 mit dem Europäischen Theaterpreis ausgezeichnet.
Patrice Chéreau machte sich auch einen Namen als Filmregisseur. Seinen ersten Film Das Fleisch der Orchidee drehte er 1975. Sein größter Erfolg war 1994 der vielfach ausgezeichnete Film Die Bartholomäusnacht mit Isabelle Adjani in der Hauptrolle. Für viel Aufsehen sorgte auch sein Film Intimacy aus dem Jahr 2001, ein Porträt einer sexuellen Beziehung und der emotionalen Entfremdung, die sie umgibt. Mit diesem Film gewann er 2001 auf der Berlinale den Goldenen Bären. Auch sein folgender Film Sein Bruder war dort im Wettbewerb und brachte Chéreau auf der Berlinale 2003 den Silbernen Bären in der Kategorie Beste Regie. Im Jahr 2009 erhielt Chéreaus Film Persécution eine Einladung in den Wettbewerb der 66. Filmfestspiele von Venedig.
Chéreau war sein Leben lang politisch engagiert. 1962 demonstrierte er gegen den Algerienkrieg, 1979 unterstützte er den späteren tschechischen Präsidenten Václav Havel, Die Bartholomäusnacht zeigte er in Sarajevo während der Belagerung 1994. Als die rechtspopulistische FPÖ im Jahr 2000 Teil der österreichischen Regierungskoalition wurde, boykottierte Chéreau die Salzburger Festspiele.
Am 7. Oktober 2013 starb Patrice Chéreau im Alter von 68 Jahren in Paris an Lungenkrebs. Er wurde auf dem Cimetière du Père Lachaise (16. Division) beigesetzt.
Im Jahr 2022 verarbeitete die frühere Schauspielschülerin Valeria Bruni Tedeschi ihre Zeit am Théâtre des Amandiers mit dem Spielfilm Forever Young, wobei Louis Garrel die Rolle von Chéreau übernahm.

## Filmografie
Regie
- 1973: Le compagnon (Fernsehfilm)
- 1975: Das Fleisch der Orchidee (La chair de l’orchidée) – auch Drehbuch
- 1978: Die letzte Ausgabe (Judith Therpauve) – auch Drehbuch
- 1983: Der verführte Mann – L’Homme blessé (L’homme blessé) – auch Drehbuch
- 1985: La fausse suivante (TV)
- 1987: Hôtel de France – auch Drehbuch
- 1991: Amnesty International – Schreiben gegen das Vergessen
- 1992: Le temps et la chambre (TV)
- 1994: Wozzeck (TV)
- 1994: Die Bartholomäusnacht (La Reine Margot) – auch Drehbuch
- 1996: Dans la solitude des champs de coton (TV)
- 1998: Wer mich liebt, nimmt den Zug (Ceux qui m'aiment prendront le train) – auch Drehbuch
- 2001: Intimacy – auch Drehbuch
- 2003: Sein Bruder (Son frère) – auch Drehbuch
- 2005: Gabrielle – Liebe meines Lebens (Gabrielle) – auch Drehbuch
- 2009: Ruhelos (Persécution) – auch Drehbuch

Drehbuch
- 1978: Les contes d’Hoffmann (TV)

Schauspieler
- 1983: Danton
- 1985: Adieu Bonaparte
- 1992: Der Letzte Mohikaner (The Last of the Mohicans)
- 1994: Bête de scène
- 1996: Dans la solitude des champs de coton (TV)
- 1997: Lucie Aubrac
- 1999: Die wiedergefundene Zeit (Le temps retrouvé, Sprecher)
- 2002: Dem Paradies ganz nah (Au plus près du paradis)
- 2003: Wolfzeit (Le temps du loup)

## Theaterarbeiten (Regie)
Schauspiel
- Peer Gynt von Henrik Ibsen (1981; TV)
- La Fausse suivante von Pierre Marivaux (1985; TV)
- Hamlet von Shakespeare (1990/III; TV)
- Les Amants du Pont-Neuf (1991)

… Die Liebenden von Pont-Neuf (Deutschland)
… Lovers on the Ninth Bridge (Australien: Video Titel)
… The Lovers on the Bridge (USA)
- Le Temps et la chambre (Die Zeit und das Zimmer) von Botho Strauss (1992; TV)
- Villa mauresque (1992)
- Phèdre von Jean Racine (2003; Théâtre de l’Odéon, Ruhrtriennale, TV)
- Rêve d’Automne von Jon Fosse (2010/11; Pariser Louvre und Wiener Festwochen)

Oper
- Der Ring des Nibelungen von Richard Wagner (1976–1980; Bayreuther Festspiele, TV), Jahrhundertring
  - Das Rheingold: Vorabend des Bühnenfestspiels
  - Die Walküre: Erster Tag des Bühnenfestspiels
  - Siegfried: Zweiter Tag des Bühnenfestspiels
  - Götterdämmerung: Dritter Tag des Bühnenfestspiels
- Les Contes d’Hoffmann (Hoffmanns Erzählungen) von Jacques Offenbach (1978; TV)
- Lulu von Alban Berg (1979; Pariser Oper, TV)
- Lucio Silla von Mozart (1985; TV)
- Wozzeck von Alban Berg (1994; TV)
- Così fan tutte von Mozart (2005; Festival d’Aix-en-Provence, TV; später auch Pariser Oper und Theater an der Wien)
- Aus einem Totenhaus von Leoš Janáček (2007; Festival d’Aix-en-Provence, Wiener Festwochen, Theater an der Wien)
- Tristan und Isolde von Richard Wagner (2007; Mailänder Scala)
- Elektra von Richard Strauss (2013; Festival d’Aix-en-Provence)

## Dokumentarfilme
- Patrice Chéreau, Leidenschaft für den Körper. (OT: Patrice Chéreau, le corps au travail.) Dokumentarfilm, Frankreich, 2009, 75 Min., Buch und Regie: Stéphane Metge, Produktion: AMIP, arte France, Ina, deutsche Erstsendung: 15. November 2010 bei arte, Inhaltsangabe von arte.

- Patrice Chéreau: eklektisch und Elektra. Gespräch mit Video-Einspielungen, Frankreich, 2013, 42:30 Min., Moderation: Vincent Josse, Produktion: arte France, Redaktion: Square, Erstsendung: 7. Juli 2013 bei arte, Inhaltsangabe von arte. Interview und Video-Ausschnitte anlässlich des Festivals d’Aix-en-Provence.

## Belege
1. ↑  Christine Lemke-Matwey: „Wagner ist leichter als Mozart“ In: Der Tagesspiegel, 24. Februar 2007 (Interview).
2. ↑  Christoph Kammertöns, Art. Chéreau, Patrice, in: Elisabeth Schmierer (Hrsg.): Lexikon der Oper, Band 1, Laaber, Laaber 2002,  ISBN 978-3-89007-524-2, S. 303.
3. ↑  „Intimacy“-Regisseur Patrice Chéreau ist tot. In: Spiegel Online, 7. Oktober 2013
4. ↑  Mort de Patrice Chéreau. In: Libération, 7. Oktober 2013 (französisch)
5. ↑  Vgl. Information und Grabfoto auf knerger.de

| Personendaten    | Personendaten           |
| ---------------- | ----------------------- |
| NAME             | Chéreau, Patrice        |
| KURZBESCHREIBUNG | französischer Regisseur |
| GEBURTSDATUM     | 2. November 1944        |
| GEBURTSORT       | Lézigné                 |
| STERBEDATUM      | 7. Oktober 2013         |
| STERBEORT        | Paris                   |